# رون آدامز (لاعب كرة قدم أمريكية)
رون آدامز (بالإنجليزية: Ron Adams)‏ هو لاعب كرة قدم أمريكية أمريكي، ولد في 24 يوليو 1966 في تايلور في الولايات المتحدة.

## روابط خارجية
- رون آدامز على موقع كلية كرة القدم في سبورتس رفرنس.كوم (الإنجليزية)